# Eve-Marie Engels
Eve-Marie Engels (* 23. Februar 1951 in Düsseldorf) ist eine deutsche Philosophin und Wissenschaftshistorikerin. Von 1996 bis 2017 war sie Inhaberin des Lehrstuhls für Ethik in den Biowissenschaften an der Fakultät für Biologie der Eberhard Karls Universität Tübingen. 

## Leben
Eve-Marie Engels studierte Philosophie, Romanistik und Anglistik/Amerikanistik an der Ruhr-Universität Bochum. Danach erhielt sie bis 1977 ein Promotions- und Forschungsstipendium der Konrad-Adenauer-Stiftung, während dessen sie von 1976 bis 1977 als Research Associate an der State University of New York at Stony Brook arbeitete.
Folgend war sie bis 1979 als wissenschaftliche Hilfskraft und anschließend bis 1989 als Wissenschaftliche Assistentin am Institut für Philosophie der Universität Bochum tätig, wo sie sich bei Gert König mit Wissenschaftstheorie und Wissenschaftsgeschichte beschäftigte, bei dem sie 1981 auch promoviert wurde und sich 1988 habilitieren konnte. Von 1988 bis 1989 leitete sie das Forschungsprojekt der Deutschen Forschungsgemeinschaft DFG „Möglichkeiten und Grenzen einer Evolutionären Ethik“.
Von 1989 bis 1991 nahm sie mehrere Vertretungsprofessuren an den Universitäten in Bielefeld, Göttingen und Hamburg wahr. Anschließend erhielt sie bis 1993 ein Heisenberg-Stipendium von der DFG, während dessen sie 1992 als Visiting Scholar am „Center for the Study of Science in Society“ in Blacksburg, Virginia (USA) war.
1993 übernahm sie eine Professur für Philosophie mit dem Schwerpunkt „Theoretische Philosophie“ an der Universität Kassel. Hier arbeitete sie vorwiegend in den Bereichen Erkenntnis- und Wissenschaftstheorie sowie Naturphilosophie.
Von 1996 bis 2017 war sie Inhaberin des Lehrstuhls für Ethik in den Biowissenschaften an der Fakultät für Biologie der Eberhard Karls Universität Tübingen. Von 1997 bis 2001 war sie Vorstandsmitglied und von 1999 bis 2001 Erste Vorsitzende der Deutschen Gesellschaft für Geschichte und Theorie der Biologie. 2001 wurde sie zum Mitglied des Nationalen Ethikrates berufen. Von 2001 bis 2011 war sie außerdem Sprecherin des Internationalen Zentrums für Ethik in den Wissenschaften (IZEW) der Universität Tübingen.

## Werke
Monografien, Sammelbände und Studien
- Die Teleologie des Lebendigen. Kritische Überlegungen zur Neuformulierung des Teleologieproblems in der angloamerikanischen Wissenschaftstheorie. Eine historisch-systematische Studie., Duncker & Humblot, Berlin (1982)
- Erkenntnis als Anpassung? Eine Studie zur Evolutionären Erkenntnistheorie, Suhrkamp, Frankfurt am Main (1989)
- mit Gisela Badura-Lotter und Silke Schicktanz (Hrsg.): Neue Perspektiven der Transplantationsmedizin im interdisziplinären Dialog. Nomos Verlagsgesellschaft, Baden-Baden (2000)
- mit Sibylle Gaisser, Bärbel Hüsing und René Zimmer: Zelluläre Xenotransplantation. Studie des Zentrums für Technikfolgen-Abschätzung beim Schweizerischen Wissenschafts- und Technologierat, TA 39/2001, Bern
- mit Rainer Frietsch, Sibylle Gaisser, Bärbel Hüsing, Klaus Menrad, Beatrix Rubin, Lilian Schubert, Rainer J. Schweizer und René Zimmer: Menschliche Stammzellen. Studie des Zentrums für Technologiefolgen-Abschätzung beim Schweizerischen Wissenschafts- und Technologierat, TA 44/2003, Bern
- Eve-Marie Engels: Charles Darwin. München: C.H. Beck, 2007. ISBN 978-3-406-54763-8

Aufsätze
- (1998) Der moralische Status von Embryonen und Feten – Forschung, Diagnose, Schwangerschaftsabbruch. in: Düwell, Marcus und Dietmar Mieth(Hrsg.): Ethik in der Humangenetik. Die neueren Entwicklungen der genetischen Frühdiagnostik aus ethischer Perspektive. Francke, Tübingen S. 272–301, ²2000
- (2000) Ethische Aspekte der Transplantations- und Reproduktionsmedizin am Beispiel der Forschungen an humanen embryonalen Stamm- und Keimzellen. In: Anna M. Wobus, Ulrich Wobus und Benno Parthier (Hrsg.): Die Verfügbarkeit des Lebendigen. Gaterslebener Begegnung 1999. Nova Acta Leopoldina. Bd. 82, Nr. 315. Halle (Saale): Deutsche Akademie der Naturforscher Leopoldina e. V., S. 159–183
- (2000) Xenotransplantation – eine neue Freisetzungsproblematik. Wissenschaftstheoretische und ethische Aspekte ihrer Risikobeurteilung. In: Engels, E.-M., G. Badura-Lotter und S. Schicktanz(Hrsg.): Neue Perspektiven der Transplantationsmedizin im interdisziplinären Dialog. Nomos, Baden-Baden S. 170–195
- (2001) Orientierung an der Natur? Zur Ethik der Mensch-Tier-Beziehung. In: Manuel Schneider(Hrsg.): Den Tieren gerecht werden. Zur Ethik und Kultur der Mensch-Tier-Beziehung. Reihe Tierhaltung Band 27. Schweisfurth Stiftung. Verlag der Universität-Gesamthochschule Kassel S. 68–87.
- (2002) Human embryonic stem cells. The German Debate. In: Nature Reviews Genetics. 3: 636–641.
- (2002) Von der naturethischen Einsicht zum moralischen Handeln. Ein Problemaufriss. In: Axel Beyer (Hrsg.): Fit für Nachhaltigkeit? Biologisch-anthropologische Grundlagen einer Bildung für nachhaltige Entwicklung. Leske + Budrich, Opladen, S. 163–191.

Herausgeberschaft

- mit Mathias Gutmann und Michael Weingarten: Jahrbuch für Geschichte und Theorie der Biologie. Bände 6–8, VWB-Verlag, Berlin (1999–2002)

Festschrift
- László Kovács u. a. (Hrsg.): Darwin und die Bioethik. Eve-Marie Engels zum 60. Geburtstag (= Lebenswissenschaften im Dialog, Bd. 12). Alber, Freiburg/Br. 2011, ISBN 3-495-48475-2.